# Coelioxys umbripennis
Coelioxys umbripennis är en biart som beskrevs av Heinrich Friese 1922. Coelioxys umbripennis ingår i släktet kägelbin, och familjen buksamlarbin. Inga underarter finns listade i Catalogue of Life.